# Autovía A-21
Die Autovía A-21 oder Autovía del Pirineo ist eine überwiegend fertiggestellte Autobahn im Norden Spaniens. Die Autobahn beginnt im Westen nahe Pamplona und endet im Osten in Jaca. Zurzeit fehlen noch die Teilstücke zwischen Tiermas und Sigüés und in der Provinz Huesca zwischen Asso-Veral und Puente la Reina de Jaca sowie die Nordwestumfahrung von Jaca. In Jaca wird sie nach Fertigstellung an die A-23 (Autovia Mudéjar) anschließen.

## Abschnitte
| Position | Kurzbezeichnung des Abschnitts | Abschnitt                                  | km    | Eröffnung                                   |
| -------- | ------------------------------ | ------------------------------------------ | ----- | ------------------------------------------- |
| 1        | A-21                           | Nudo de Noáin-Pamplona                     | 001,2 | 2005                                        |
| 2        | A-21                           | Noáin (AP-15)-Monreal                      | 008,9 | 2006                                        |
| 3        | A-21                           | Monreal-Izco                               | 012,2 | 2008                                        |
| 4        | A-21                           | Izco-Venta de Judas                        | 007,3 | 2010                                        |
| 5        | A-21                           | Venta de Judas-Yesa                        | 010,1 | 2012                                        |
| 6        | A-21                           | Yesa-Grenze Navarra/Aragón                 | 005,8 | 2012                                        |
| 7        | A-21                           | Grenze Navarra/Aragón-Tiermas              | 004,4 | 2013                                        |
| 8        |                                | Tiermas-Sigüés                             | 006,6 | in Bau (Eröffnung verzögert vrsl. bis 2024) |
| 9        | A-21                           | Sigüés-(A-1601)                            | 002,5 | 2015                                        |
| 10       | A-21                           | (A-1601)-Barranco de Colladas              | 002,9 | 2011                                        |
| 11       | A-21                           | Barranco de Colladas-Saragossa / Huesca    | 005,4 | 2011                                        |
| 12       |                                | Saragossa / Huesca-Puente la Reina de Jaca | 011,6 | in Ausschreibung                            |
| 13       | A-21                           | Puente la Reina de Jaca-Santa Cilia        | 007,2 | 2019                                        |
| 14       | A-21                           | Santa Cilia-Jaca (west)                    | 009,0 | 2019                                        |
| 15       |                                | Jaca (west)-Jaca (nord)                    | 008,0 | in Ausschreibung                            |
| Summe    | Summe                          | Summe                                      | 103,1 |                                             |

## Streckenverlauf
| Position | zulässige Höchstgeschwindigkeit (km/h) | Fahrbahnen | km  | Richtung (Jaca) | Richtung (Pamplona) | Anschluss an          |
| -------- | -------------------------------------- | ---------- | --- | --- | --- | --------------------- |
| 1        | 120                                    | 2          |     | Autovía del Pirineo | PA-31 Noáin Flughafen AP-15 N-121 Madrid Saragossa Tudela A-15 Pamplona Logroño Vitoria-Gasteiz San Sebastián                   | AP-15                 |
| 2        | 120                                    | 2          |     | Área de Servicio | |                       |
| 3        | 120                                    | 2          | 10  | Torres de Elorz | Torres de Elorz | NA-5008 NA-2420       |
| 4        | 120                                    | 2          | 13  | Elorz | Elorz | NA-2420               |
| 5        | 120                                    | 2          | 16  | Urroz-Villa-Otano-Campanas | Urroz-Villa-Otano-Campanas | NA-234 NA-2420        |
| 6        | 120                                    | 2          | 22  | Salinas de Ibargóiti-Alzórriz-Monreal-Idocin-Abínzano                                                                           | | NA-2420               |
| 7        | 120                                    | 2          | 28  | Izco Abinzano Aldunate Nardués                                                                                                  | Izco Abinzano Aldunate Nardués                                                                                                  | NA-2420               |
| 8        | 120                                    | 2          | 35  | Lumbier-Aoiz-Aibar-Cáseda-Tafalla Foces de Lumbier y Arbaiun Larra-Belagua / Valle del Roncal Selva de Irati / Valle de Salazar | Lumbier-Aoiz-Aibar-Cáseda-Tafalla Foces de Lumbier y Arbaiun Larra-Belagua / Valle del Roncal Selva de Irati / Valle de Salazar | NA-2420 NA-150 NA-534 |
| 9        | 120                                    | 2          | 36  | Portal del Pirineo | Nardués-Aldunate Portal del Pirineo                                                                                             | NA-2420               |
| 10       | 120                                    | 2          | 39  | Liédena-Sangüesa | Liédena-Sangüesa | NA-2420               |
| 11       | 120                                    | 2          | 42  | Liédena | Liédena-Sangüesa | NA-2420               |
| 12       | 100                                    | 2          |     | Liedena (Tunnel) Länge: 945 m                                                                                                   | Liedena (Tunnel) Länge: 945 m                                                                                                   |                       |
| 13       | 120                                    | 2          | 47  | Yesa Javier Monasterio de Leyre                                                                                                 | | NA-2420               |
| 14       | 100                                    | 2          |     | Tiermas | Tiermas |                       |
| 15       | 100                                    | 2          | 56  | Jaca weiter als N-240 | Beginn der Autobahn | N-420                 |
| 16       | 40                                     | 1          | 56  | ab km 325,400 weiter als A-1601                                                                                                 | |                       |
| 17       | 120                                    | 2          | 62  | Artieda Sos del Rey Católico N-240 Pamplona                                                                                     | Artieda Sos del Rey Católico N-240 Pamplona                                                                                     | A-1601                |
| 18       | 120                                    | 2          | 65  | Artieda Sos del Rey Católico | Artieda Sos del Rey Católico |                       |
| 19       | 120                                    | 2          | 71  | Asso-Veral Miramont | Asso-Veral Miramont |                       |
| 20       | 40                                     | 1          | 73  | Provinzgrenze Saragossa / Huesca Autobahnende; weiter als N-240                                                                 | Beginn der Autobahn |                       |
| 21       | 120                                    | 2          | 86  | Beginn der Autobahn | Puente la Reina de Jaca Autobahnende; weiter als N-240                                                                          | A-132                 |
| 22       | 120                                    | 2          | 92  | Santa Cilia Somanés Santa Cruz de la Serós                                                                                      | Santa Cilia |                       |
| 23       | 120                                    | 2          | 97  | Ascara | Ascara Santa Cruz de la Serós                                                                                                   |                       |
| 24       | 90                                     | 1          | 101 | Jaca Huesca Autobahnende; weiter als N-240                                                                                      | Beginn der Autobahn | N-240                 |

## Größere Städte an der Autobahn
- Pamplona
- Jaca